# Municipio de Opdahl
El municipio de Opdahl (en inglés: Opdahl Township) es un municipio ubicado en el condado de Hamlin en el estado estadounidense de Dakota del Sur. En el año 2010 tenía una población de 197 habitantes y una densidad poblacional de 2,12 personas por km².

## Geografía
El municipio de Opdahl se encuentra ubicado en las coordenadas 44°40′47″N 97°19′00″O / 44.67972, -97.31667. Según la Oficina del Censo de los Estados Unidos, el municipio tiene una superficie total de 92.97 km², de la cual 87,89 km² corresponden a tierra firme y (5,46 %) 5,07 km² es agua.

## Demografía
Según el censo de 2010, había 197 personas residiendo en el municipio de Opdahl. La densidad de población era de 2,12 hab./km². De los 197 habitantes, el municipio de Opdahl estaba compuesto por el 98,98 % blancos, el 1,02 % eran asiáticos. Del total de la población el 0 % eran hispanos o latinos de cualquier raza.